# Musée d'histoire naturelle du Danemark
Le musée d'histoire naturelle du Danemark (Statens Naturhistoriske Museum) est un musée d'histoire naturelle situé au Danemark à Copenhague. Il a été fondé le 1er janvier 2004, comme résultat de la fusion du musée zoologique de Copenhague (en), du musée géologique de Copenhague (en), du musée botanique de l'université de Copenhague (en) et du jardin botanique de l'université de Copenhague. C'est une filiale de l'université de Copenhague. Un appel d'offres pour la construction d'un nouveau musée a été lancé. Le bureau d'architectes Lundgaard & Tranberg a remporté le concours le 31 mai 2012. Le projet doit se concrétiser entre 2013 et 2017 sous la supervision de l'architecte Claus Pryds.